# Yoshihiro Okumura
Yoshihiro Okumura (n. 9 mai 1983, Prefectura Osaka, Japonia) este un înotător ce a reprezentat Japonia, medaliat olimpic. A participat la 2 ediții ale Jocurilor Olimpice (2004, 2008) în care a câștigat o medalie de bronz.